# Milicia de Los Tigres
La Milicia de Los Tigres, también conocida como Tigres del PNL (en árabe: نمور الأحرار, Numur al-Ahrar) o Tigres de los Liberales (en árabe: نمور الليبراليين, Numur al-Liybiraliyyn) o PNL «Lionceaux» en francés, fue el ala militar del Partido Nacional Liberal del Líbano (PNL) durante la guerra civil libanesa.

## Orígenes
La milicia del PNL fue levantada por primera vez en octubre de 1968 por el za'im (jefe político) y expresidente del Líbano Camille Chamoun, originalmente llamada Brigada de los Tigres Libaneses – BLT (en árabe: كتيبة النمور اللبنانية, Katibat al-Numur al-Lubnaniyya) o Brigade des Lionceaux Libanais (BLL) en francés, el "Numur" supuestamente tomado del segundo nombre de Chamoun, "Nimr", que significa "Tigre" en árabe. Inicialmente contaba con 500 hombres, y estaba entrenado, organizado y liderado por el "secretario de defensa" del PNL Naim Berdkan; después de morir en combate en enero de 1976, le sucedió Dany Chamoun, el hijo menor de Camille Chamoun.
En sus inicios sus cuarteles estaban en la Plaza Sodeco en el barrio de Nasra dentro de Achrafieh, pero después el cuartel general militar de los Tigres se trasladó en 1978 a Safra, un puerto para barcos y un balneario turístico situado a 25 kilómetros al norte de la capital libanesa en el distrito de Keserwan, donde permaneció hasta la disolución de la milicia.

## Estructura y organización
Bajo el liderazgo de Dany Chamoun, los Tigres del PNL se convirtieron en la segunda milicia cristiana más grande del Frente Libanés, y aunque los Chamoun nunca lograron alcanzar el nivel de organización de su rival, las Falanges Libaneasas, pudieron ser capaces de tener a 3,500 hombres y mujeres en sus filas, a veces subiendo el número a 4,000 incluyendo a voluntarios civiles y desertores del ejército de Líbano. Sus 500 combatientes de tiempo completo y 3,000 reservistas estaban organizados en diferentes ramas: Logística, comandos, médicos, comunicaciones, infantería, artillería, blindados y Policía militar. La cadena de comando de los Tigres del PNL era mayoritariamente cristiana maronita, pero sus filas tenían a maronitas, ortodoxos griegos, chiitas y drusos, y los militantes eran entrenados en instalaciones clandestinas; Establecidos por primera vez por el PNL en 1966, estos centros de capacitación estaban ubicados en Naas en el distrito de Matn, Es-Saadiyat en el enclave costero de Iqlim al-Kharrub al sur de Beirut y en Adma, en el distrito montañoso norte de Keserwan.
La Milicia del PNL operaba principalmente en el Beirut Oriental cristiano durante la guerra, igualmente en Biblos y el Distrito de Jbeil, en el Distrito de Matn y en Trípoli, y también tenían presencia en Zahlé y en el Valle de la Becá, en el sur de Iqlim al-Kharrub, en el Distrito de Aley y en Jabal Amel, donde sus militantes locales, después de fusionarse con otras milicias cristianas, musulmanas chiitas y drusas, jugaron un papel clave en la formación el 21 de octubre de 1976 del "Ejército para la Defensa del Sur del Líbano" o ADSL (en francés: Armée de Défense du Liban-Sud o por sus siglas ADLS), que más tarde se conocería como el "Ejército Libanés Libre", el predecesor del Ejército del Sur del Líbano.

## Armas y equipamiento
Los Tigres recibieron apoyo encubierto no solo del ejército libanés en los años anteriores a la guerra, sino también de Estados Unidos, Irán, Jordania y Egipto desde 1973, seguidos por Israel y Siria en 1976-1977, que proporcionaron armas y Equipamiento pesado. Además, el colapso de las Fuerzas Armadas Libanesas y las Fuerzas de Seguridad Interna en enero de 1976, junto con la afluencia masiva de ayuda militar israelí, permitió que las milicias del PNL se reequiparan con armas pequeñas modernas, sofisticado equipo de comunicaciones móviles, y vehículos militares incautados de los cuarteles de las FAL y comisarías de policía de las FSI o suministrados por los israelíes. Se adquirieron armas adicionales y otros equipos militares en el mercado negro internacional.

### Armas ligeras
Los fusiles de cerrojo, subfusiles, pistolas, fusiles semiautomáticos, granadas, armas antitanque, ametralladoras y lanzagranadas fueron usados por los hombres del PNL durante la guerra civil libanesa. Algunos de estos eran los más comunes:

### Fusiles de cerrojo
- Mauser Kar 98k
- Lee Enfield
- MAS-36

### Subfusiles
- Carl Gustaf M/45
- MAT-49
- PPSh-41

### Carabinas
- M1
- SIG SG 540
- SKS

### Fusiles semiautomáticos
- MAS-49
- M1 Garand
- Vz.52
- Beretta BM59
- M14

### Fusiles de asalto
- Heckler & Koch G3
- FN FAL y sus variantes
- M16A1
- SIG SG 542
- Vz. 58
- AK-47
- AKM
- Zastava M70
- Tipo 56
- Pistol Mitralieră model 1965

### Revólveres
- Smith & Wesson Modelo 10
- Smith & Wesson Modelo 13
- Smith & Wesson Modelo 14
- Smith & Wesson Modelo 15
- Smith & Wesson Modelo 17

### Pistolas semiautomáticas
- Colt M1911A1
- Tokarev TT-33
- CZ 75
- FN Browning GP-35
- MAB PA-15

### Ametralladoras ligeras
- MAC M1924/29
- Bren Mk.1
- MG 34
- MG 42
- Heckler & Koch HK21
- AAT-52
- RPD
- RPK
- FN MAG

### Ametralladoras pesadas
- Besa Mark III 7.92 mm
- Browning M1919A4
- Browning M2HB
- Goriunov SG-43/SGM
- DShK

### Lanzagranadas
- M203

### Lanzacohetes
- 88.9 mm Instalaza M65
- RL-83 Blindicide
- M72 LAW
- RPG-2
- RPG-7

### Morteros[9]
- M2
- M1943

### Cañones sin retroceso
- B-10
- B-11
- M40

### Vehículos
Los Tigres crearon su propio Cuerpo de Blindados a inicios de 1976, equipados con vehículos de las Fuerzas Armadas del Líbano, debilitadas por la guerra.

#### Tanques ligeros
- M41 Walker Bulldog
- AMX-13
- M42 Duster

#### Tanques medios
- "Super Sherman"
- Charioteer

#### Transportes blindados de personal[10]
- Semioruga M3
- M113
- M3 Panhard
- Bravia Chaimite

#### Automóviles blindados ligeros
- Panhard AML

La milicia del PNL también reunió una fuerza mecanizada de camiones y otros vehículos, que incluían los siguientes:
- M151A1
- Jeep VIASA MB-CJ6
- Jeep Willys M38A1 MD
- UAZ-469
- Land-Rover serie II-III
- Santana Serie III (versión española de Land-Rover serie III)
- Toyota Land Cruiser (J40)
- Toyota Land Cruiser (J45)
- Peugeot 404
- Dodge Power Wagon W200
- Chevrolet C-10 Cheyenne
- Chevrolet C-15 Cheyenne
- Chevrolet C-20 Scottsdale
- Toyota Dyna (de la serie U10, equipados con ametralladoras pesadas y fusiles sin retroceso)

Para el apoyo logístico, los Tigres confiaron en las camionetas pickup ligeras de techo rígido Range Rover y Toyota Land Cruiser (J42), minibúses, Toyota serie U10, Chevrolet Serie 50 de servicio liviano, Dodge F600 de trabajo mediano y Camiones de carga de servicio pesado C7500; Se utilizaron varios minibuses Volkswagen Tipo 2 como ambulancias militares.

### Artillería
Ordnance QF 25-pounder
Obús de 155 mm Modelo 50
M-46
AZP S-60

#### Cañones automáticos
Bofors 40 mm
Zastava M55
ZPU-4
ZSU-23-2
Para la artillería, se usaban varios cañones, como el Zastava M55 yugoslavo o el ZPU soviético. En su mayoría, estaban montados sobre camiones convencionales, que se emplearon tanto en defensa aérea como en funciones de apoyo de fuego directo.

## Actividades Ilegales y controversia
El financiamiento para la milicia del PNL provino al principio de la fortuna personal de los Chamoun y a veces de extorsión a los locales en las áreas bajo su control, aunque también recibieron apoyo externo. Los países árabes conservadores como Jordania proporcionaron fondos encubiertos, armas, municiones, entrenamiento y otros tipos de asistencia. La mayoría de estas cosas entraban por un puerto ilegal en Dbayeh, establecido a principios de 1976 y administrado por Joseph Abboud, ex chofer personal y compañero de caza de Camille Chamoun, que dirigió actividades de contrabando de drogas y armas en nombre del PNL hasta 1980, cuando las Fuerzas Libanesas ahora tenían el puerto bajo su control. El PNL y su ala militar editaron su propio periódico oficial, "Las batallas" (en árabe: Ma'arik), pero nunca establecieron un servicio de radio o televisión. 
Combatientes despiadados con una reputación de agresividad, a menudo iniciando hostilidades con otras milicias, agravados por la falta de disciplina y moderación, estuvieron involucrados en las masacres de Karantina, Al-Masklah y Tel al-Zaatar de refugiados palestinos en el este de Beirut y Dbayeh, aliados con el Ejército Libre del Líbano, Al-Tanzim, las Fuerzas Reguladoras de Kataeb, el Movimiento Juvenil Libanés y los Guardianes de los Cedros. Sin embargo, hacia fines de la década de 1970, las rivalidades dentro de la coalición del Frente Libanés tensaron la relación entre la milicia de los Tigres del PNL y sus antiguos aliados cristianos, lo que los llevó a una confrontación violenta con los falangistas y los Guardianes de los Cedros. Los Tigres incluso lucharon contra estas dos facciones en mayo de 1979 por el control de los distritos de Furn esh Shebbak y Ain el-Rammaneh en Beirut, y por la ciudad de Akoura en el distrito de Biblos.

## Lista de comandantes de los Tigres del PNL
- Naim Berdkan (octubre de 1968 – enero de 1976)
- Dany Chamoun (enero de 1976 – julio de 1980)
- Dory Chamoun (julio – agosto de 1980)

### Oficiales destacados de los Tigres del PNL
- Freddy Nasrallah
- Bob Azzam
- Naji Hayek
- Georges Araj
- Elias El-Hannouche
- Nouhad Chelhot
- Toni Chamoun (Zahlé)
- Charles Sarkis

## Guerra civil libanesa

### Fase de expansión (1975 – 1977)
Al inicio de la guerra civil libanesa en abril de 1975, el PNL casi de inmediato empezó a combatir a la facción musulmana de izquierda Movimiento Nacional Libanés y sus aliados de la OLP, en varios encuentros dentro y fuera de Beirut. En octubre de 1975, la milicia del PNL empezó a apoyar a la Falange contra Al-Mourabitoun y el Movimiento Correccionista Nasserista durante una batalla por el control de un complejo hotelero estratégico en Minet el-Hosn.
En 1976, el colapso de las Fuerzas Armadas de Líbano permitió a los Tigres apoderarse de los cuarteles y depósitos del Ejército ubicados en los distritos de Achrafieh, Ain el-Rammaneh, Hadath, Baabda y Hazmiyeh del este de Beirut, apoderándose de armas pesadas y enrolando a desertores en sus filas. En marzo de dicho año la Milicia se unió a la coalición de milicias cristianas aliadas, el Frente Libanés, en la defensa de la región del Monte Líbano y el distrito de Aley contra la 'Ofensiva de Primavera' combinada del MNL, la OLP y el Ejército Árabe Libanés (LAA). Durante la Guerra de los Cien Días, apoyados por el Equipo de Comandos Tyous defendieron Achrafieh y Fayadieh del Ejército sirio.

### Reversiones y declive (1978 – 1980)
La participación de los Tigres en estas campañas, sin embargo, les costó la pérdida del pueblo de Iqlim al-Kharrub a la alianza MNL-OLP apoyados por el Ejército por la Liberación de Palestina entre el 20 y el 22 de enero de 1976, que no pudieron defender a pesar de estar respaldados por unidades de las Fuerzas Internas de Seguridad (la policía de Líbano) y tropas de lo que quedaba del ejército libanés. La caída de este importante bastión fue un duro golpe para el PNL y los Tigres (junto con la muerte de su comandante Naim Berdkan), privándolos de su principal área de reclutamiento junto con su infraestructura de entrenamiento local, principalmente el campamento de Es-Saadiyat, y las ciudades portuarias de Damour y Jiyeh.
Las relaciones entre la junta política del PNL y el comando militar de los Tigres se deterioraron después de que el primero, encabezado por Camille Chamoun, apoyara la intervención militar de Siria en junio de ese año, mientras que el segundo, ahora dirigido por el hijo de Camille, Dany Chamoun, se opuso. La rotunda negativa de Dany de permitir la incorporación de los Tigres llevó a un asalto falangista al cuartel general de su milicia en Safra el 7 de julio de 1980, que resultó en una masacre que cobró hasta 500 vidas, incluidos civiles y 80 de los hombres de Dany.
Mientras que Dany Chamoun fue llevado al exilio, primero a Siria y luego a Europa después de pasar el mando de los Tigres a su hermano mayor Dory Chamoun, la milicia se disolvió oficialmente por orden de Camille a finales de agosto. Poco después, los falangistas tomaron casi todas las posiciones de los Tigres dentro y fuera del este de Beirut, incluidos los vitales campos de entrenamiento de Naas y Adma. Los 3,000 milicianos restantes entregaron sus armas y regresaron a casa o se vieron consolidados a fines de octubre de ese año en la Brigada Damouri dentro de las Fuerzas Libanesas. Temiendo que la milicia de su propio partido se saliera de control, Camille permitió que sus rivales de la Falange absorbieran a los Tigres en las Fuerzas Libanesas bajo Bachir Gemayel.

### Renacimiento y disolución (1983 – 1990)
Tras la invasión de Israel a Líbano en junio de 1982, junto con el asesinato del jefe de las Fuerzas Libanesas Bachir Gemayel en septiembre de ese año, trajo el resurgimiento del PNL a la escena política, aunque los esfuerzos de Camille Chamoun para revivir la milicia de los Tigres entre 1983 y 1984 resultaron menos exitosos. La pequeña fuerza de solo 100 combatientes ligeramente equipados que reunieron demostró ser incapaz de competir con el poder militar de las Fuerzas Libanesas, y quedó relegada al papel de guardaespaldas de los líderes políticos del PNL durante el resto de la guerra.
Tras el final de la guerra civil en octubre de 1990 y el posterior asesinato de Dany Chamoun, que había sucedido a su difunto padre en la presidencia del PNL en octubre de 1987, Los Tigres fueron la última milicia en ser disuelta por orden del nuevo gobierno libanés tras la paz. Los Tigres del PNL dejaron de ser activos.

## Los Tigres Libres
Los Tigres Libres (en árabe: نومور الحر, Noumour Al-Horr) o Lionceaux Libres en francés, también conocidos como "Grupo Hannache", "Tigres de Hannache" o "Lionceaux d'Hannache", fueron un grupo disidente de Los Tigres del PNL formados después de la fusión forzosa de este último en las Fuerzas Libanesas en julio de 1980. Desafiando órdenes directas del PNL de disolver la organización, 200 miembros de Los Tigres comandados por Elias El-Hannouche (apodado 'Hannache'), pasaron a la clandestinidad para librar una guerra de guerrillas contra las FL, y operaban en los distritos de Hadath y Ain el-Rammaneh en el este de Beirut desde agosto hasta finales de octubre de 1980. Se cree que los Tigres Libres fueron responsables de algunos ataques con bombas y emboscadas en el este de Beirut. incluyendo una emboscada con fuego combinado de cohetes y armas pequeñas contra la caravana del embajador de los Estados Unidos en agosto de ese año (con la intención de culpar a las FL y quitarles prestigio), seguido del 10 de noviembre por dos explosiones de coche-bomba en el barrio de Achrafieh que dejaron 10 muertos y 62 heridos.
Derrotados después de una batalla callejera de cuatro días y a pesar de que sus enemigos contaran con el respaldo de las tropas del ejército libanés enviadas a pedido de la presidenta del PNL, Camille Chamoun, y expulsados a mediados de noviembre de sus últimos bastiones restantes en Ain el-Rammaneh por las FL, 'Hannache' y varios de sus Tigres disidentes huyeron a través de la Línea Verde desde el sector oriental controlado por cristianos hacia el sector occidental de la capital libanesa controlado por los musulmanes. Allí se colocaron bajo la protección del servicio de Fatah antes de trasladarse al Valle de la Becá, controlado por Siria. El 14 de diciembre de 1980, Hannache y 50 de sus hombres asaltaron y tomaron Hoch el-Oumara, un suburbio de Zahlé, pero siendo expulsados por las Fuerzas Libanesas el mismo día; Los Tigres Libres de Hannache regresaron a Zahlé el 20 de diciembre y lograron capturar por la fuerza las antiguas oficinas del partido PNL, pero encontraron resistencia de las FL y, posteriormente, las obligaron a retirarse de la ciudad el 22 de diciembre bajo la protección del ejército sirio. Los Tigres Libres parecían haber permanecido operativos hasta 1981, aunque después se supo muy poco de ellos.

## Legado
Desde 2002, varios ex-comandantes de Los Tigres del PNL, conocidos por sus ideas de ultraderecha y nacionalismo, apoyaron a Michel Aoun y lograron puestos importantes en su partido, el Movimiento Patriótico Libre.